# Ка Цотино (Венеција)
Ка Цотино (итал. Ca' Zottino) је насеље у Италији у округу Венеција, региону Венето.
Према процени из 2011. у насељу је живело 51 становника. Насеље се налази на надморској висини од -1 м.